# Louis Robidoux
Louis Robidoux (ou encore Luis Rubidoux) né le 7 juillet 1796 à Saint-Louis en Louisiane espagnole et mort le 24 septembre 1868 à Colton dans la French Valley en Californie, est un trappeur, négociant, propriétaire de ranch, personnalité politique et magistrat américain. Il est le fondateur de la ville de Rubidoux et organisateur de celle de Riverside.

## Biographie

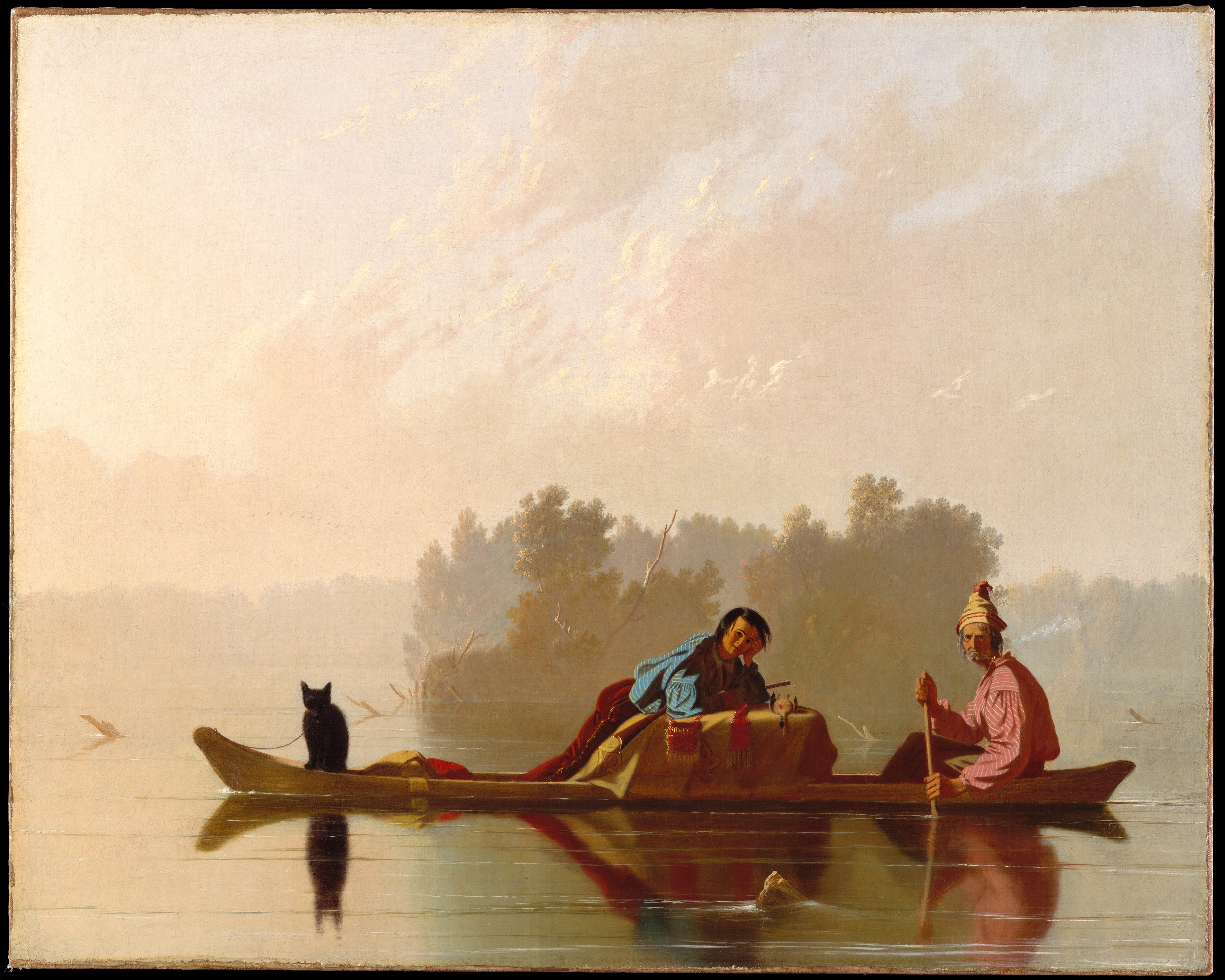
Trappeurs naviguant sur le Missouri.

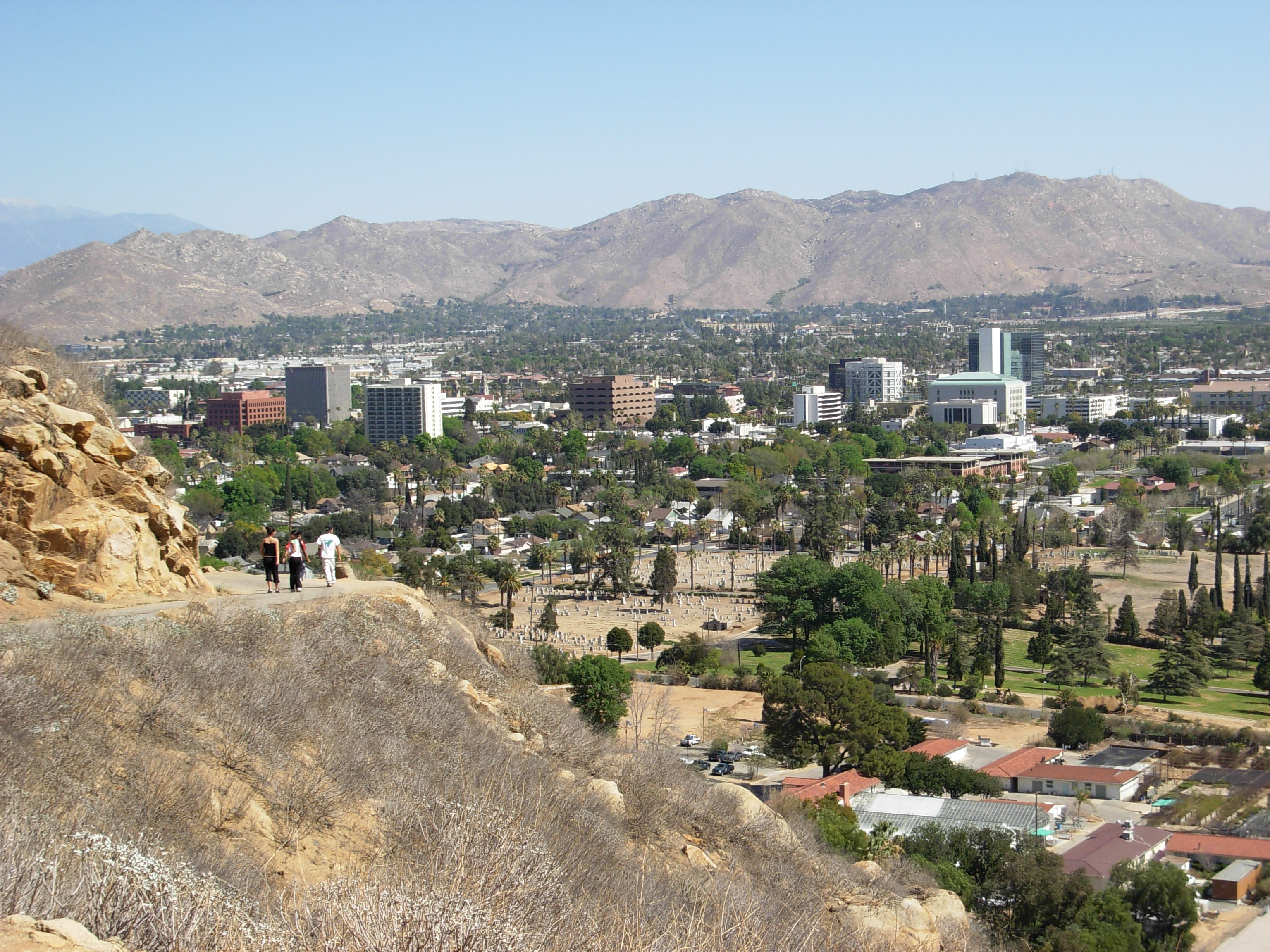
La ville de Rubidoux vue depuis le mont Rubidoux dans la French Valley.

Louis Robidoux est le fils de Joseph Robidoux père (12 février 1750–16 mars 1809) et de Catherine Marie Rollet (1767-1798).  
Il avait 7 frères et sœurs : 
- Joseph(1783-1868) Explorateur, trappeur, négociant et fondateur de la ville qui porte son nom Saint Joseph dans le Missouri.
- François (1788-1856) Explorateur de la Californie
- Pierre Isidore (1791-1852)
- Antoine (1794-1860), fondateur du poste de traite de fort Robidoux dans l'Utah
- Michel (1798-1858)
- Eulalie (1800-1818)
- Marie Pélagie (1800-1872).

Avec ses cinq frères (Joseph, François, Pierre Isidore, Antoine et Michel), ils développèrent leur entreprise familiale de commerce de la fourrure le long du Mississippi et de la Missouri, territoire redevenu la Louisiane française, puis sous l'autorité américaine après la vente de la Louisiane par Napoléon Ier.
Dans les années 1830, il prospecte dans les montagnes rocheuses en direction de la Nouvelle-Espagne afin d'établir des contacts commerciaux avec les Amérindiens vivant dans ces territoires de l'Ouest américain et les Espagnols. Il poursuit sa route vers le futur Territoire du Nouveau-Mexique et s'installe à Taos. 
En 1843, il s'installe à Colton avec son épouse mexicaine, Guadalupe Garcie (1812-1892), et leur fille, l'aînée de 8 autres enfants. Il est suivi par l'arrivée d'autres trappeurs franco-louisianais et d'Américains. En échange de terres aux Mexicains, il fait la chasse aux Amérindiens qui volent leurs chevaux. Il rachète un ranch et fait commerce de chevaux. Il devient en quelques années un des plus importants éleveurs de bétail de la région. Il est le premier colon de la future ville de Rubidoux, déformation de son patronyme, situé en contrebas du mont Rubidoux. Ils sont nombreux à parler français, les nouveaux colons ayant suivi Louis Robidoux,  et la vallée de Colton prend le surnom de French Valley.
Louis Robidoux a participé à la guerre américano-mexicaine (1846-1848). Son ranch fut attaqué par l'armée mexicaine et incendié. Il se rendit. Il se qualifia de « prisonnier de guerre » dans une lettre qu'il écrivit à l'automne de 1846 au consul d'Espagne, Manuel Alvarez, résidant à Santa Fe. Louis Robidoux s'adresse à Alvarez comme "Mon cher monsieur et ami." Ils se connaissaient depuis plusieurs années depuis que Robidoux vivait au Nouveau-Mexique. Alvarez avait écrit deux lettres à Rubidoux, l'une racontant l'Insurrection de Taos en 1847. C'est une réponse aux deux lettres dans laquelle Rubidoux raconte son expérience dans le théâtre californien de la guerre américano-mexicaine. Emmené avec ses compagnons d'infortune vers Mexico, le général Stephen W. Kearny, surnommé le « père de la cavalerie US », arriva avec une escorte de 100 dragons comme commandant en chef de l'Armée de l'Ouest. Il vainquit les forces mexicaines San Diego et permit ainsi la libération de Louis Robidoux et de ses compagnons.
Le 2 février 1848, le Traité de Guadalupe Hidalgo met fin à la guerre américano-mexicaine. Par ce traité, le Mexique perd une partie de ses territoires septentrionaux, notamment ceux sur lesquels vit Louis Robidoux. 
En 1850, Louis Robidoux est nommé juge de paix à San Bernardino et devient membre du tribunal du comté de Los Angeles. 
En 1851, Louis Robidoux doit faire face à la fois à la crue de la rivière Santa Ana qui inonde toute la French Valley ainsi qu'aux raids des Amérindiens Utes qui continuent à voler les chevaux laissant une atmosphère d'insécurité avec notamment les attaques des Comanches plus au Nord. 
En 1853, il est nommé président du conseil de surveillance du comté de San Bernardino. 
En 1855, un tremblement de terre ravage la région et provoque la mort d'une partie du bétail.
En 1857, il agrandit son vaste domaine avec la mise en place d'un verger et d'un vignoble.
En 1860, à 64 ans, il fait une chute de cheval et se fracture la hanche. Il ne guérit pas de cet accident et doit rester au lit jusqu'à la fin de ses jours d'où il continue à diriger son immense domaine et faire face à tout problème, notamment les nouvelles inondations de la crue de la rivière Santa Ana  en 1962.
Le 24 septembre 1868, Louis Robidoux meurt à Colton où il sera inhumé dans le cimetière local.